# Taninges
Taninges es una comuna y localidad francesa situada en la región Ródano-Alpes, en el departamento de Alta Saboya, en el distrito de Bonneville. Es la capital del cantón del mismo nombre.

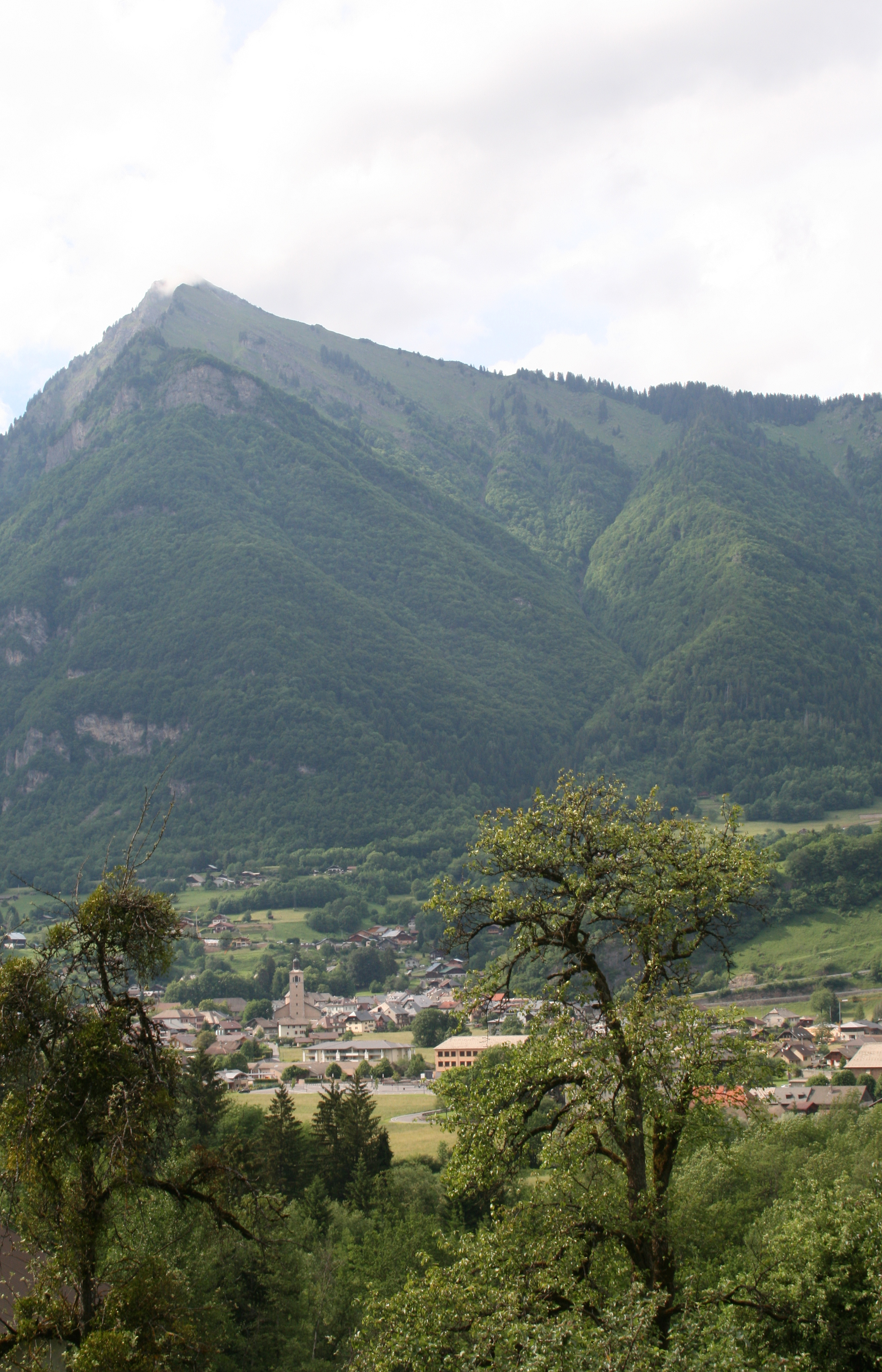
El pueblo al pie del Pic de Marcelly.

## Geografía
Taninges está situada en el valle medio del Giffre, junto a la carretera RD 907 que lleva a Samoëns, en el cruce con la RD 902 que va de Cluses a Les Gets.

## Demografía
| 1 969 | 2 109 | 2 354 | 2 682 | 2 791 | 3 140 |
| Para los censos de 1962 a 1999 la población legal corresponde a la población sin duplicidades (Fuente: INSEE [Consultar]) |       |       |       |       |       |